# Fabiano Lima
Fabiano de Lima Campos Maria ou Fabiano Lima (São José dos Campos, 24 de novembro de 1985) é um ex-futebolista brasileiro que atuava como atacante.

## Carreira
Começou sua carreira no São José Esporte Clube e Clube Atlético Joseense (ambos de São José dos Campos - SP). Com passagens por Ponte Preta, Rapid Viena (Áustria), FC Wacker Innsbruck (Áustria), Aris Salônica (Grécia), Metalurh Zaporizhya, da Ucrânia e  LASK Linz (Áustria).

## Títulos
Rapid Viena
- Campeonato Austríaco de Futebol: 2007–08[carece de fontes?]